# Leandro Espejo
Leandro Javier Espejo Salas (San Juan, 11 settembre 2001) è un calciatore argentino, attaccante del Defensa y Justicia.

## Caratteristiche tecniche
Gioca come ala destra.

## Carriera
Espejo è cresciuto nello Sp. Peñarol ed ha debuttato in prima squadra nel 2019, facendo parte del gruppo che ha contribuito alla promozione del club nel Torneo Federal A. La stagione successiva si è messo in mostra segnando 10 reti in 26 incontri ed ha attirato l'interesse del Talleres (C) che lo ha acquistato in prestito. Ha esordito in Primera División il 5 giugno 2022 nell'incontro vinto 2-0 contro il Sarmiento (J) ed il 16 ottobre ha segnato il suo primo gol con la nuova maglia nella trasferta vinta 3-1 contro l'Aldosivi.
Rientrato allo Sportivo Penarol, nel gennaio del 2023 è passato a titolo definitivo al Defensa y Justicia e sei mesi dopo è stato prestato al San Martín (SJ) fino al termine della stagione. Il 2 gennaio 2024 è andato in prestito al Sol de América in Paraguay.

## Statistiche

### Presenze e reti nei club
Statistiche aggiornate al 13 aprile 2024.
| Stagione        | Squadra            | Campionato      | Campionato | Campionato | Coppe nazionali | Coppe nazionali | Coppe nazionali | Coppe continentali | Coppe continentali | Coppe continentali | Altre coppe | Altre coppe | Altre coppe | Totale | Totale | Totale |
| Stagione        | Squadra            | Comp            | Pres       | Reti       | Comp            | Pres            | Reti            | Comp               | Pres               | Reti               | Comp        | Pres        | Reti        | Pres   | Reti   |        |
| --------------- | ------------------ | --------------- | ---------- | ---------- | --------------- | --------------- | --------------- | ------------------ | ------------------ | ------------------ | ----------- | ----------- | ----------- | ------ | ------ | ------ |
| 2019            | Sp. Peñarol        | TFB             | 12         | 2          |                 | -               | -               |                    | -                  | -                  |             | -           | -           | 12     | 2      |        |
| 2020            | Sp. Peñarol        | TFA             | 12         | 0          | CA              | 2               | 0               |                    | -                  | -                  |             | -           | -           | 14     | 0      |        |
| 2021            | Sp. Peñarol        | TFA             | 26         | 10         |                 | -               | -               |                    | -                  | -                  |             | -           | -           | 26     | 10     |        |
| 2022            | Talleres (C)       | PD              | 5          | 1          | CA+CdL          | 0               | 0               |                    | -                  | -                  |             | -           | -           | 5      | 1      |        |
| 2022            | Defensa y Justicia | PD              | 0          | 0          | CA+CdL          | 0               | 0               |                    | -                  | -                  |             | -           | -           | 0      | 0      |        |
| 2023            | San Martín (SJ)    | PBN             | 9          | 0          | CA              | 2               | 0               |                    | -                  | -                  |             | -           | -           | 11     | 0      |        |
| 2024            | Sol de América     | PD              | 6          | 0          |                 | -               | -               |                    | -                  | -                  |             | -           | -           | 6      | 0      |        |
| Totale carriera | Totale carriera    | Totale carriera | 70         | 13         |                 | 4               | 0               |                    | -                  | -                  |             | -           | -           | 74     | 13     |        |